# Jamnik szorstkowłosy
Jamnik szorstkowłosy – rasa psa domowego, najmłodsza odmiana jamnika wyhodowana na początku XX wieku, najprawdopodobniej przez skrzyżowanie jamnika krótkowłosego z szorstkowłosymi pinczerami i terierami. Podobnie jak jamnik krótkowłosy jest przyjacielski, nie jest tchórzliwy, ani agresywny, wytrwały, obdarzony dobrym węchem i zwinny. Żyją od 12 do 16 lat.
Jamnik szorstkowłosy jest psem myśliwskim, może być wykorzystywany do zaganiania zwierzyny lub jej wypłaszania z nór (norowiec). Jest też określany mianem tropowca, którego zadaniem jest odnalezienie postrzelonej zwierzyny, posługując się przy tym dolnym wiatrem. Z tym zadaniem jednak, poradzić może sobie każdy pies myśliwski.
Krótkie łapy u jamników spowodowane są dziedziczną achondrodystrofią.

## Wygląd
Jamniki szorstkowłose mają stosunkowo niskie ale umięśnione łapy, długi tułów, posiadają wyraźnie zaznaczoną brodę na kufie oraz charakterystyczne krzaczaste brwi. Charakteryzują się szorstką sierścią której nie należy strzyc, zamiast tego należy ją regularnie trymować, co poprawi jej jakość. Na uszach włos krótszy niż na całym ciele, prawie gładki. Ogon dobrze i równomiernie pokryty ciasno przylegającym włosem. Pozostałe cechy wyglądu są takie dokładnie takie same jak u jamnika.

### umaszczenie:
Występują umaszczenia:
- rudy - z domieszką włosów czarnych (możliwie jak najmniejszą)
- dwubarwne - dzicze, podpalane oraz czekoladowe lub ich kombinacje (np. podpalany dziczy)
- marmurowy - pożądane są nieregularne szare lub beżowe plamy (niepożądane są duże łaty)[2]

Według FCI, wszystkie niewymienione wyżej barwy i kombinacje barw dyskwalifikują. Braki w pigmentacji są wysoce niepożądane.

### wymiary:
Obwód klatki piersiowe mierzony w wieku co najmniej 15 miesięcy, mierzony w najszerszym miejscu klatki piersiowe:
- Jamniki standardowe: Psy 37–47 cm, suki 35–45 cm
- Jamniki miniaturowe: Psy 32–37 cm, suki 30–35 cm
- Jamniki królicze: Psy 27–32 cm, suki 25–30 cm[2]

## Zdrowie
U jamników, bardziej niż u innych ras, nie może występować nadwaga, która okazać może się niszczycielska dla stawów oraz kręgosłupa, prowadząc do zwyrodnień oraz zapaleń, w efekcie których pies przedwcześnie umrze lub będzie niepełnosprawny.
Średnia aktywność fizyczna jest konieczna do utrzymania poprawnej sylwetki, oraz do wzmocnienia mięśni, które utrzymują kręgosłup w pionie.